# Dysschema semirufa
Dysschema semirufa là một loài bướm đêm thuộc phân họ Arctiinae, họ Erebidae.